# Late Night (Film)
Late Night (Verweistitel: Late Night – Die Show ihres Lebens) ist eine US-amerikanische Tragikomödie von Nisha Ganatra, die am 25. Januar 2019 im Rahmen des Sundance Film Festivals ihre Premiere feierte und am 29. August 2019 in die deutschen Kinos kam.

## Handlung
Die bekannte Talkshow-Moderatorin Katherine hat ihren Zenit schon lange überschritten, kann aber noch von ihren früheren Erfolgen zehren. Wegen langfristig nachlassender Quoten fordert der Sender eine Modernisierung ihres Programms, das an den jüngeren Zielgruppen zunehmend vorbeiläuft. Zur Revitalisierung ihres ausschließlich weißen und männlichen Autorenteams lässt sie erstmals eine Gagschreiberin engagieren. Eher durch Zufall geht die Stelle an eine junge Frau indischer Abstammung, die bisher in der Chemieproduktion gearbeitet hat und nur hobbymäßig gelegentliche Stand-up-Auftritte bei kleinen Wohltätigkeitsveranstaltungen absolviert. Obwohl die Quereinsteigerin Molly über keinerlei Erfahrung in der TV-Branche verfügt, bringt sie mit frischem Denken und unbekümmertem Enthusiasmus Bewegung in das festgefahrene Team.
Bei ihrer Wohltätigkeitsveranstaltung ruft Molly die Moderatorin Katherine spontan auf die Bühne. Nachdem sie erst unsicher war, kann sie spontan das junge Publikum begeistern. Nach dieser Erfahrung darf Molly nun frischen Wind mit ihren neuartigen Gags in die Sendung bringen. Doch der Erfolg reicht nicht aus und der vulgäre Comedian Daniel Tennant soll den Sendeplatz übernehmen. Sie schafft es zwar, ihre Sendung weiter zu betreiben, doch stolpert sie über eine Affäre mit einem ihrer Mitarbeiter. In ihrer letzten Sendung gibt sie sich offen und dankt für die schönen Jahre mit der Sendung. Die Präsidentin zeigt sich gerührt und will die Sendung verlängern. Katherine begibt sich in das Wohnviertel von Molly und bittet sie wieder zurückzukommen, obwohl sie zunächst gefeuert wurde. Molly willigt ein und die Show kann weitergehen.

## Produktion

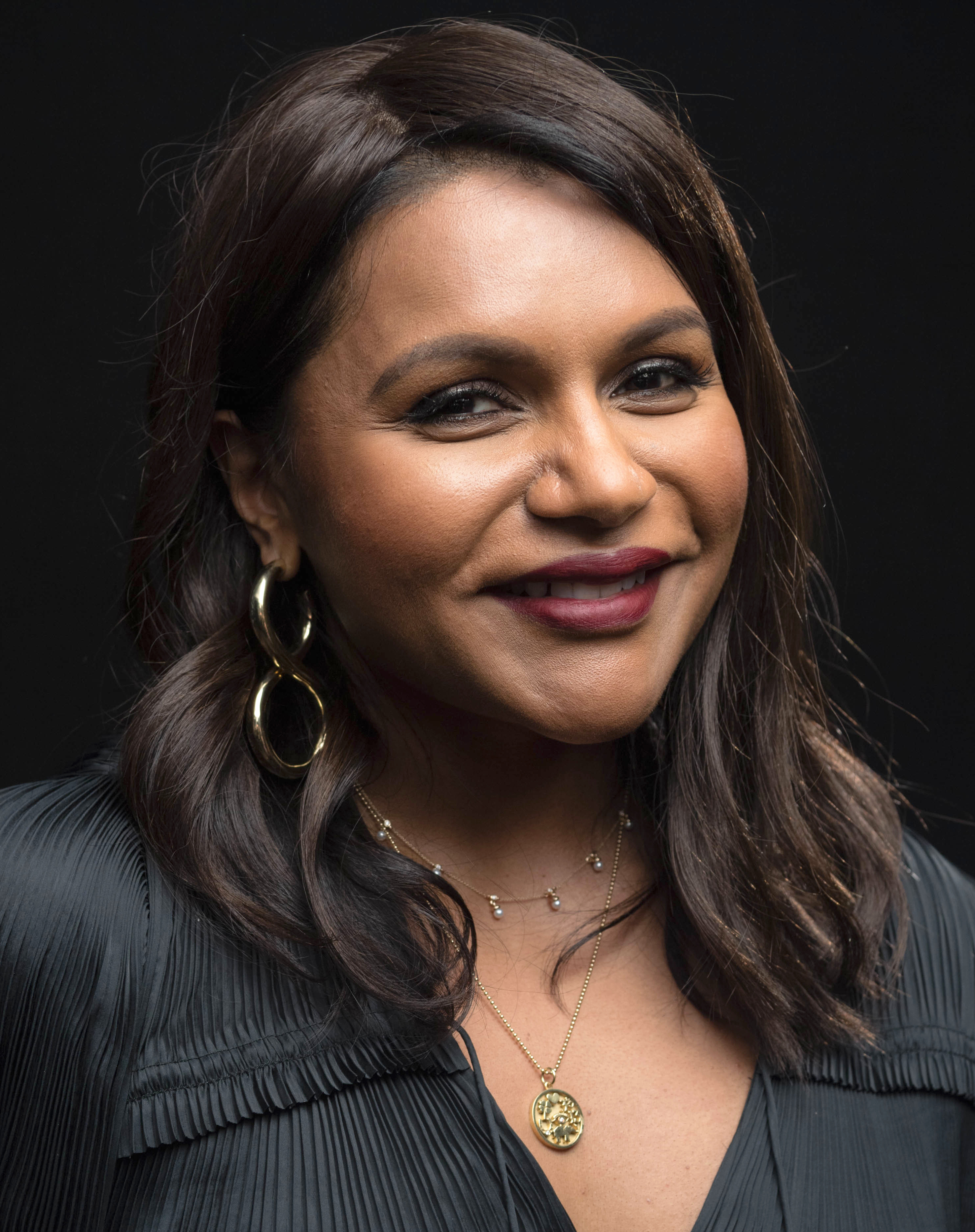
Drehbuchautorin und Schauspielerin Mindy Kaling bei der Vorstellung des Films beim Montclair Film Festival

Regie führte Nisha Ganatra. Emma Thompson spielt die Talkshow-Moderatorin Katherine, Mindy Kaling übernahm die Rolle ihrer neuen Mitarbeiterin Molly Patel und schrieb zudem das Drehbuch.
Die Filmmusik komponierte Lesley Barber. Ende Mai 2019 veröffentlichte Interscope Records zudem den von Diane Warren geschriebenen und von der Singer-Songwriterin Daya interpretierten Song Forward Motion.
Der Film wurde am 25. Januar 2019 im Rahmen des Sundance Film Festivals erstmals gezeigt. Kurz darauf erwarben die Amazon Studios die US-amerikanischen Vertriebsrechte für den Film für 13 Millionen US-Dollar, was einen Rekord bei den auf dem Filmfestival verhandelten Verträgen darstellte. Die Europapremiere erfolgte Ende Mai 2019 beim Sundance Film Festival London. Der Kinostart in den USA war am 7. Juni 2019, in Deutschland am 29. August 2019. Zuvor wurde der Film beim Filmfest München gezeigt und war dort am 6. Juli 2019 der Abschlussfilm.

## Rezeption

### Altersfreigabe
In den USA erhielt der Film von der MPAA ein R-Rating, was einer Freigabe ab 17 Jahren entspricht. In Deutschland wurde der Film von der FSK ohne Altersbeschränkung freigegeben.

### Kritiken und Einspielergebnis
Der Film erhielt bislang von 80 Prozent der Kritiker bei Rotten Tomatoes eine eher positive Bewertung und hierbei durchschnittlich 6,8 der möglichen 10 Punkte.
Die weltweiten Einnahmen des Films aus Kinovorführungen belaufen sich bislang auf rund 22 Millionen US-Dollar.

### Auszeichnungen
Golden Globe Awards 2020
- Nominierung als Beste Hauptdarstellerin – Komödie/Musical (Emma Thompson)

People’s Choice Awards 2019
- Nominierung als Comedy Movie Star of 2019 (Mindy Kaling)[12]

Teen Choice Awards 2019
- Nominierung in der Kategorie Choice Summer Movie
- Nominierung in der Kategorie Choice Summer Movie Actress (Mindy Kaling)[13]

### Filmmusik
1. Keep Their Phones Ringing
2. Three Quarters
3. Issa Hassan: Istanbul Trap
4. Daisy Dash: Oh My My My
5. The Wandering Tattler
6. Three Way Split
7. Blues for Tenor Sax
8. Lesley Barber: Moonlight Becomes You
9. It Happened One Night
10. Small Things
11. Dirtier Blonde: Like You Do
12. Fleur East: Like That
13. Monty’s Luck
14. Maggie Rogers: Light On
15. Elliphant: Everybody
16. Daya: Forward Motion